# Hemerotrecha
Hemerotrecha är ett släkte av spindeldjur. Hemerotrecha ingår i familjen Eremobatidae.

## Dottertaxa tillHemerotrecha, i alfabetisk ordning[1]
- Hemerotrecha banksi
- Hemerotrecha bixleri
- Hemerotrecha branchi
- Hemerotrecha californica
- Hemerotrecha carsonana
- Hemerotrecha cazieri
- Hemerotrecha cornuta
- Hemerotrecha delicatula
- Hemerotrecha denticulata
- Hemerotrecha elpasoensis
- Hemerotrecha fruitana
- Hemerotrecha jacintoana
- Hemerotrecha macra
- Hemerotrecha marathoni
- Hemerotrecha marginata
- Hemerotrecha maricopana
- Hemerotrecha milsteadi
- Hemerotrecha minima
- Hemerotrecha neotena
- Hemerotrecha nevadensis
- Hemerotrecha parva
- Hemerotrecha proxima
- Hemerotrecha serrata
- Hemerotrecha sevilleta
- Hemerotrecha simplex
- Hemerotrecha steckleri
- Hemerotrecha texana
- Hemerotrecha truncata
- Hemerotrecha werneri
- Hemerotrecha xena